# Irene Palaiologina
Irene Palaiologina, född okänt år, död efter år 1356, var en bysantinsk kejsarinna, gift 1340 med Mattias Kantakouzenos.
Hon var dotter till Demetrios Palaiologos och Theodora och sondotter till kejsar Andronikos II . 
Hennes man var son till medkejsar Johannes VI Kantakouzenos och blev 1353 i sin tur utnämnd till medkejsare. Hennes svärfar avsattes dock 1354 av sin medkejsare Johannes V Palaiologos och gick i kloster. Mattias behöll Trakien som sitt kejsardöme. 
1356 tillfångatogs paret av serberna och överlämnades till Johannes V, som tvingade Mattias att abdikera. Irene nämns inte efter detta.    